# 로런스 조지프 헨더슨
로런스 조지프 헨더슨(Lawrence Joseph Henderson, 1878년 6월 3일 ~ 1942년 2월 10일)은 미국의 생리학자, 화학자, 생물학자, 철학자, 사회학자이며 20세기 초의 선도적인 생화학자였다. 완충 용액의 성질이 어디서 비롯하는지 밝히려던 그의 연구는 용액의 조성과 pH 사이의 관계를 기술하는 헨더슨-하셀바흐 방정식의 토대가 되었다.

## 생애

### 유년기
헨더슨은 매사추세츠주 린에서 태어났다. 아버지 조지프 헨더슨은 인근 세일럼에서 활동하는 선구상이었는데, 캐나다 해안의 프랑스 해외 집합체인 생피에르 미클롱에서도 사업을 했다.

### 경력
헨더슨은 1894년 16세의 나이로 하버드 대학교 학부(칼리지)에 입학하여 1898년에 졸업하였고, 1902년에는 하버드 의학전문대학원을 수석 졸업하여 의학박사 학위를 받았다. 이후 2년 동안은 스트라스부르 대학교 프란츠 호프마이스터의 생리학 연구실에서 전문적인 훈련을 받으면서 화학 연구를 이어 갔다.
헨더슨은 하버드 대학교에서 생화학 교수직을 맡았고, 나중에는 화학 교수가 되었으며, 동료 교수들을 통해서 철학과 사회학도 접했다. 하버드 대학교에 여러 연구소를 설립했는데, 특히 피로를 생리학적·사회학적으로 연구하기 위해 경영대학원 및 의학전문대학원의 지원을 받아 하버드 피로 연구소를 설립하여 소장이 되었다. 1924년부터 1925년까지는 과학사학회 초대 회장으로 재임했다.
1912년에는 미국 예술 과학 아카데미, 1919년에는 미국국립과학원, 1921년에는 미국철학학회 회원으로 선출되었다.

### 사망
1942년 2월 10일 매사추세츠주 케임브리지에서 사망했다.

## 연구
1906년부터 1920년에 이르는 기간 동안 헨더슨은 산-염기 조절을 연구했다. 그는 혈액의 완충계가 허파를 비롯한 호흡계, 적혈구, 그리고 콩팥과 복잡하게 협력하여 체액의 산-염기 균형을 조절한다는 사실을 밝혔다. 1908년에는 탄산을 이용한 완충 용액을 기술하는 방정식을 작성했는데, 나중에 카를 알베르트 하셀바흐가 이를 로그 꼴로 나타내어 헨더슨-하셀바흐 방정식을 만들었다.
1920년부터 1932년까지 헨더슨은 기체 운반을 비롯하여 혈액 생리학 전반을 물리화학적 체계로 설명하는 데에 주력했다. 모리스 도카뉴의 도움으로 여러 계산도표를 고안해서 생리학·생물학에 도입했다. 저서 《혈액》에서 100개가 넘는 계산도표를 통해 다양한 요소의 복잡한 상호작용을 나타내었다.
1913년 헨더슨은 《환경의 적합성(The Fitness of the Environment)》을 저술했다. "물질의 특성이 지닌 생물학적 중요성에 대한 연구"를 담은 책으로, 우주의 미세 조정이라는 개념을 처음으로 다룬 저작 중 하나였다. 헨더슨은 생명이란 지구의 아주 특별한 환경 조건, 특히 물이라는 독특한  물질이 풍부하게 존재한다는 조건에 달려 있다고 지적하면서, 생물에게 물과 환경이 얼마나 중요한지 강조했다. 그는 물질의 특성과 우주의 진화 경로가 생명체의 구조 및 활동과 밀접하게 연관되어 있다고 보았다. 따라서 "우주와 유기체의 진화 과정은 하나이며, 이제 생물학자는 우주의 본질 자체가 생물 중심적이라고 간주해도 좋다."는 것이 그의 결론이었다.
1932년부터 1942년까지는 주로 사회학자로서 연구하며, 자신의 사회 체계 개념을 바탕으로 생리적 조절의 기능주의를 사회적 행동이라는 현상에 적용했다. 빌프레도 파레토의 사회학을 이용하여 사회 체계를 설명했는데, 파레토와 달리 둘 이상의 사람이 특정 역할이나 역할군(role-set)에 따라 상호작용할 때 어떤 의미가 전달되는지 연구하는 학문 분야라면 어디든지 사회 체계라는 개념을 적용할 수 있다고 보았다. 헨더슨은 하버드의 여러 사회학자들에게 영향을 주었는데, 이 중에는 나중에 사회학·심리학의 선구자가 된 탤컷 파슨스, 조지 C. 호만스, 로버트 K. 머턴, 엘튼 메이오 등도 있었다. 헨더슨은 피티림 소로킨의 반대에도 탤컷 파슨스가 하버드에서 승진하는 데에 중요한 역할을 했다. 또 파슨스가 《사회적 행동의 구조(The Structure of Social Action)》(1937)의 초고를 쓸 때 방법론을 다룬 장들을 함께 집중적으로 의논하기도 했다.
헨더슨의 연구는 '철학자의 의자'에서 시작되고 완성되었다. 관심사가 다양했지만, 톺아보면 유기체·우주·사회의 조직(organization)에 대한 연구라는 근본적인 통일성을 찾아볼 수 있다.

## 참고문헌
- Ferry, Ronald M. (1942년 3월 27일). “Lawrence Joseph Henderson”. 《Science》 95 (2465): 316-318. doi:10.1126/science.95.2465.316. PMID 17752667.
- Talbott, J. H. (1966년 12월 19일). “Lawrence Joseph Henderson (1878-1942)”. 《JAMA: The Journal of the American Medical Association》 198 (12): 1304-6. doi:10.1001/jama.198.12.1304. PMID 5332544.
- Hankins, Thomas L. (1999년 3월). “Blood, Dirt, and Nomograms: A Particular History of Graphs”. 《Isis》 90 (1): 50-80. doi:10.1086/384241.
- Windeln, Rudolf. "L. J. Henderson (1878-1942)". 409-415, Volume 2. In: Michel Weber and Will Desmond (Eds.): Handbook of Whiteheadian Process Thought. Frankfurt, Lancaster, Ontos Verlag, 2 volumes, 2008.